# Emilis Šlekys
Emilis Šlekys (*  6. August 1951 in Pabiržė, Rajongemeinde Biržai; † 30. Oktober 2012) war ein litauischer Schachspieler. Sein Trainer war Aloyzas Paužolis, Mitarbeiter des „Nemunas“-Vereins. 
1973 wurde er Kandidat zum Sportmeister. 1985 wurde Šlekys litauischer Einzelmeister. Er spielte auch Fernschach. Er trug den Titel  Internationaler Fernschachmeister. Als Schachtrainer arbeitete er ab 1975 an der Sportschule in Vilnius. Ab 1987 leitete er diese Schule als Direktor.

## Auszeichnungen
- 2011: Goldmedaille von Kūno kultūros ir sporto departamentas